# چاملیجا (یورغیر)
چاملیجا (به ترکی استانبولی: Çamlıca) یک منطقهٔ مسکونی در ترکیه است که در یورغیر واقع شده‌است.